# Juan Carlos Mugnolo
Juan Carlos Mugnolo (Argentina, 1939-Buenos Aires, 23 de febrero de 2013) fue un militar argentino promovido en el 2000 al grado de teniente general. Fue jefe del Estado Mayor Conjunto de las Fuerzas Armadas (JEMCFFAA) desde el 9 de diciembre de 1999 hasta el 27 de mayo de 2003.

## Carrera
Juan Carlos Mugnolo ingresó al Colegio Militar de la Nación el 19 de febrero de 1958 y egresó el 19 de diciembre de 1961 como subteniente del arma de artillería en la promoción 91 de dicho instituto de formación de oficiales militares.
A fines de la década de 1990, fue comandante del V Cuerpo de Ejército con asiento de paz en la guarnición de Bahía Blanca.
El 13 de diciembre de 1999, el presidente Fernando de la Rúa lo designó al entonces general de división Mugnolo en el cargo de jefe del Estado Mayor Conjunto de las Fuerzas Armadas.
El 6 de enero de 2000 fue promovido por el poder ejecutivo al grado de teniente general junto al entonces jefe del Ejército, general de división Ricardo Brinzoni.
En 2000 el Estado Mayor Conjunto realizó el estudio de aglutinar a los Estados Mayores Generales de las Fuerzas Armadas en el Edificio Libertador. La iniciativa fue del ministro de Defensa Ricardo López Murphy.
Como jefe del Estado Mayor Conjunto le tocó presenciar los hechos acaecidos durante la crisis de 2001. Las Fuerzas Armadas, con los jefes de los Estados Mayores Generales del Ejército, Armada y Fuerza Aérea, resolvieron no intervenir en el conflicto político y apoyar el mantenimiento del orden constitucional.
El 27 de mayo de 2003 y tras dos días de asumir, el presidente Néstor Kirchner renovó las cúpulas militares. Designó a los titulares de las Fuerzas Armadas mediante el Decreto N.º 23/2003. El brigadier mayor Chevalier asumió como jefe del Estado Mayor Conjunto de las Fuerzas Armadas, reemplazando al teniente general Juan Carlos Mugnolo. En la ceremonia que se realizó en el Edificio Libertador, el teniente general Mugnolo declaró: «los militares no debemos opinar de cuestiones políticas partidarias».